# 72P/Деннинга — Фудзикавы
Комета Деннинга — Фудзикавы (72P/Denning-Fujikawa) — короткопериодическая комета из семейства Юпитера, которая была открыта 4 октября 1881 года астрономами-любителями британцем Уильямом Деннингом и японцем Сигэхисой Фудзикавой. Обладает сравнительно коротким периодом обращения вокруг Солнца — всего чуть более 9 лет.

Орбита кометы Деннинга — Фудзикавы и его положение в Солнечной системе

Наблюдения кометы в 1987, 1997 и 2005 годах не дали результатов, что может свидетельствовать о том, что данная комета почти исчерпала запас летучих веществ на поверхности, из-за чего она иногда может крайне слабо проявлять кометную активность, что сильно затрудняет её наблюдение.

## История наблюдений
У. Ф. Деннинг обнаружил эту комету на утреннем небе в созвездии Льва в октябре 1881 года. Он описал её как светящуюся округлую туманность, ежедневно смещающуюся на 30' к востоку. На момент открытия комета уже прошла точку наибольшего сближения с Землёй. Впоследствии комета многократно наблюдалась другими астрономами. В частности, Фридрих Виннеке отметил, что к 29 октября комета приняла продолговатую форму с размером большой полуоси около 2', что объяснялось проявлением кометной активности.
Первым рассчитать орбиту кометы удалось H. Oppenheim. На основании данных наблюдений 6, 10 и 12 октября дату прохождения перигелия он определил как 12 сентября. Несколько дней спустя, проведя аналогичные расчёты данных, полученных за период с 6 по 19 октября, L. Schulhof определил дату перигелия как 13 сентября. С определением периода обращения кометы было больше сложностей, — различные астрономы предполагали разные периоды с разницей до 1,5 лет, например 7,74 года (у L. Schulhof), 8,34 года (у S. C. Chandler), 8,41 года (у E. Hartwig and L. Wutschichowsky), 9,11 года (у E. E. Block) и 8,83 года (у Hartwig). Последний раз в 1881 году комета наблюдалась в конце ноября, после чего она считалась потерянной почти 200 лет.
Повторно открыть комету удалось лишь в 1978 году японскому астроному Сигэхисе Фудзикаве. Комета была хорошо заметна, но поскольку она уже прошла точку перигелия и удалялась от Солнца, астрономы смогли наблюдать её лишь в течение нескольких дней. Цутому Сэки 16 октября 1978 года определил яркость кометы как объекта 13 m звёздной величины. 2 и 3 ноября Шао Чэнъюань из Гарвардской обсерватории отметил появление у кометы хвоста размером в 1,0-1,5 ' угловых минуты.
Первые расчёты орбиты за 1978 год были сделаны американским астрономом Брайаном Марсденом. Используя данные о пяти различных точках положения кометы он рассчитал три возможные орбиты данной кометы: параболическую (перигелий 30 сентября 1978 года), эллиптическая (перигелий 2 октября 1978 года с периодом 4,37 года) и третья орбита в предположении, что данная комета является кометой P/Denning 1 (1881 V), совершившая 11 оборотов вокруг Солнца с момента своего открытия. Марсден учёл гравитационные возмущения от пяти внешних планет и установил, что датой прохождения кометой перигелия является 2 октября, а период обращения составляет 9,1 года. 6 ноября, сопоставив эти данные наблюдений комет 1978 и 1881 годов, он установил, что они являются одним и тем же телом, движущимся вокруг Солнца по параболической орбите.